# Phedimus floriferus
Phedimus floriferus är en fetbladsväxtart som först beskrevs av Praeger, och fick sitt nu gällande namn av H. 't Hart. Phedimus floriferus ingår i släktet fetblad, och familjen fetbladsväxter. Inga underarter finns listade i Catalogue of Life.